# ダニエル・ゴールディン
ダニエル・ゴールディン（Daniel Saul Goldin、1940年7月23日 - ）は、9代目のNASA長官。1992年4月1日から2001年11月17日まで在任し、任期期間は歴代最長である。ジョージ・H・W・ブッシュに任命され、ビル・クリントン、ジョージ・W・ブッシュにも仕えた。起業家、技術者であり、最近ではイノベーションコンサルティング企業Cold Canyon Alを立ち上げている。ビジネスの範囲は、宇宙科学、航空工学、国家安全保障、半導体、人工知能に及ぶ。

## 生い立ち
ニューヨークで生まれ、1962年にニューヨーク市立大学シティカレッジで機械工学の学士号を取った。

## キャリア
1962年にオハイオ州クリーブランドのアメリカ航空宇宙局グレン研究センター（当時はルイス研究センター）で働き始め、有人惑星間宇宙飛行のための電気推進の研究を行った。5年後に、NASAを退職し、カリフォルニア州レドンドビーチのTRWに入社。TRWでは25年間勤務し、副社長兼ゼネラルマネージャーを歴任。その後1992年から2001年までNASA長官を務め、「より早い、より良い、より安い」哲学で知られる。また、より大きなベリリウム鏡を用いるジェイムズ・ウェッブ宇宙望遠鏡の建造を推進した。